# ブラザー・ベア2
『ブラザー・ベア2』（原題：Brother Bear 2）は、2006年8月23日に発売された『ブラザー・ベア』の続編となるOVAである。

## 概要
この作品はブラザー・ベアの続編であり、一部のキャラクターや世界観の設定、愛について書いている所は前作と同様である。
前作は主人公の少年が熊として暮らしていくうちに熊としての思いを知っていき、最終的には小熊への愛情を持つという兄弟愛に近い愛を描いているが、今作はその少年が幼馴染の少女に引かれ、その少女も引かれていくといういわば男女の恋愛を描いている。
また、前作と比べると主に作品前半を中心にコメディ色が強く、又ところどころに前作を思い出させるシーンがあるのも特徴である。

## ストーリー
一頭の熊となり、森で小熊のコーダと幸せで楽しい暮らしをしていたキナイ。そんなある日、キナイの幼馴染であるニータという女性がやってくる。ニータによると、昔キナイにもらったお守りをもらった場所で燃やさなければ結婚することができないという。グレイトスピリットの力を借り、熊となったキナイと話す能力を持ったニータとキナイ、そしてキナイと離れたくない一心で彼と旅を共にするコーダ。果たして二匹と一人に待ち受ける運命とは・・・

## キャラクター
キナイ
前作、ブラザーベアで熊を殺したために熊の姿に変えられた青年。前作のラストで熊となってからは森でコーダとともに暮らしていたようである。さまざまなベリーがあるというクロウベリー・リッジに行く途中で幼馴染のニータと出会い、ニータにかけられた魔法を解くための旅に同行することとなる。旅が進むにつれてニータとの仲は次第に深まっていき、一時はコーダとの仲に影響を及ぼすまでになった。その後、コーダとは和解し、ニータと3人の旅を続けたものの、結局魔法を解いて離れることとなる。しかし、クロウベリー・リッジで寝ている間にニータを追って人間の村に行ったコーダを助けるために人間と戦った際にニータとの愛を再確認し、最終的には彼女と結ばれる。なお、今作において人間の姿は、子供のころ、ニータと一緒に遊んだときの回想シーン以外は出てこない。また、人間に戻りたいとも思っていないようである。（一回だけニータに「戻りたい」と言っているが、コーダに「本物の熊の穴の掘り方を教えてやる。」「人間だったころの記憶は懐かしいとは思う。でも、お前とは絶対に離れない。お前はたった一人の大切な弟なんだから。」、ニータに「僕は戻れない」など、自分が熊であることを認めているセリフがあることから、このセリフは言葉の綾と思われる。）
コーダ
前作、ブラザーベアで母と再会できなかったがキナイとの間に硬い心の絆を結んだ子熊。前作のラストからずっとキナイとともに暮らしていたようである。キナイとともにクロウベリー・リッジに行く途中でニータと出会い、キナイと離れたくない一心で旅をすることとなる。キナイとニータが親しくなるにつれて疎外感を持つようになり、ついにはその原因であるニータに対して悪態をつくようになるが、キナイの「お前は大切な弟だ、絶対に離れない。」という言葉と抱擁により絆を取り戻す。しかし、キナイがニータのことを思っていると気付いていたコーダは、お守りを焼却した後で、キナイを人間に戻してほしいとグレイト・スピリットに願い、キナイに黙ってニータを追って人間の村に向かうのだった。そして、キナイの幸せを考え、別れを決意するものの、キナイが人間にではなくニータが熊に転身したため3人で暮らすことになる。なお、キナイとコーダがクロウベリー・リッジに向かった日に「半年も冬眠していた。」といっているため、前作から少なくとも6ヶ月以上は経っているということになる。
ニータ
キナイの幼馴染。キナイからもらったお守りのせいで結婚できないということを知った彼女は、そのお守りを燃やすためにキナイとともに旅をすることとなる。しかし関係を絶つためのこの旅が、二人の関係をますます近付けさせていく。しかしお守りは燃やしたが、最終的にはグレイト・スピリットの力により、キナイ同様に熊に変身し、彼と結ばれる。（その後、キナイと結婚式を挙げているが、この結婚式はニータの村で行われている。）その後、滝に書かれた子供のころの落書きが変化したことから、二人が人間に戻ったことはないと考えられる。
トゥーク
前作に引き続いて登場するヘラジカ兄弟の兄。前作同様弟との漫才のような掛け合いをする。今回は弟ともどもメスのヘラジカの心を射止めようとしていて、そのためにキナイに協力を求めることもある。ニータが進んで提示した作戦で弟よりも先に2頭の心を射止めるも、後に奪われる。キナイにコーダがニータを追った事を伝え、コーダに加勢した事で、兄弟共にメスに惚れられ結ばれた
ラット
前作に引き続いて登場する ヘラジカ兄弟の弟。今回は兄ともどもメスのヘラジカの心を射止めようとしている。兄に続いてメスの心を射止めようとして失敗してしまってからは、疎外感を持っていて、コーダと境遇を共有する。後にメスを兄から奪うも、キナイを起こし、コーダに加勢した事で、兄弟共にメスに惚れられ結ばれた。
タグ
前作に引き続いて登場するサーモンランの熊をまとめる大柄の熊。 キナイに恋愛について語り、彼女を優先してクロウベリー・リッジへの誘いは断るが、結婚式には熊を揃えて来る。なお、前作とは体毛の色が違う。

## キャスト
| 役名               | 原語版声優                   | 日本語吹き替え |
| ------------------ | ---------------------------- | -------------- |
| キナイ             | パトリック・デンプシー       | 田中一成       |
| ニータ             | マンディ・ムーア             | 甲斐田裕子     |
| コーダ             | ジェレミー・スアレス         | 池田恭祐       |
| ラット             | リック・モラニス             | 檀臣幸         |
| トゥーク           | デイヴ・トーマス             | 玄田哲章       |
| アンダ             | アンドレア・マーティン       | 藤生聖子       |
| フーナ             | トレス・マクニール           | 藤生聖子       |
| カータ             | キャサリン・オハラ           | 北西純子       |
| イノコ             | ワンダ・サイクス             | 磯辺万沙子     |
| シキニクおばさん   | ウェンディ・マリック         | 塩田朋子       |
| タキクおばさん     | キャシー・ナジミー           | 堀越真己       |
| タグ               | マイケル・クラーク・ダンカン | 郷里大輔       |
| ベーリング         | ジム・カミングス             | 最上嗣生       |
| チルクート         | ジム・カミングス             | をはり万造     |
| アトカ             | ジェフ・ベネット             | 星野貴紀       |
| キナイ（子供時代） | ジャック・ウェバー           | 松田昂大       |
| ニータ（子供時代） | ジェシー・フラワー           | 宮本侑芽       |

## スタッフ
- 監督：ベンジャミン・グリュック
- 製作：ジム・バランタイン キャメロン・ベイツ
- 脚本：リッチ・バーンズ
- アート、ディレクター：メアリー・エリザベス・ロカテル
- 上映時間：73分